# Sariñena
Sariñena è un comune spagnolo di 3 950 abitanti situato nella comunità autonoma dell'Aragona.
Sariñena è anche capoluogo della comarca di Los Monegros.